# Ctenochromis polli
Ctenochromis polli är en fiskart som först beskrevs av Thys van den Audenaerde, 1964.  Ctenochromis polli ingår i släktet Ctenochromis och familjen Cichlidae. IUCN kategoriserar arten globalt som sårbar. Inga underarter finns listade i Catalogue of Life.